# Bernard Bober
Bernard Bober (ur. 3 listopada 1950 r. w Zbudské Dlhé) – słowacki duchowny katolicki, arcybiskup metropolita koszycki od 2010 roku.

## Życiorys
Urodził się w 1950 r. w Zbudské Dlhé, we wschodniej Słowacji, gdzie spędził dzieciństwo. Po ukończeniu Wyższego Seminarium Duchownego w Koszycach został wyświęcony w miejscowej katedrze na księdza 8 czerwca 1974 r. Pracował następnie jako wikariusz w parafiach w: Humiennem, Sninie i Zborovie. W latach 1978–1990 był administratorem parafii Kecerovce, a następnie w Humiennem, gdzie pełnił także funkcję dziekana. Dzięki swojemu doświadczeniu został w 1991 r. powołany na stanowisko wikariusza generalnego diecezji, a rok później mianowany jej biskupem pomocniczym i biskupem tytularnym Vissalsy. 28 stycznia 1993 przyjął sakrę biskupią z rąk kard. Jozefa Tomko.
4 czerwca 2010 papież Benedykt XVI ustanowił go nowym arcybiskupem metropolitą koszyckim. Ingres do archikatedry świętej Elżbiety odbył 10 lipca 2010.